# Lützelbach
Lützelbach ist eine kreisangehörige Gemeinde im südhessischen Odenwaldkreis. Der Verwaltungssitz befindet sich im größten Ortsteil Lützel-Wiebelsbach.

## Geografie

### Geografische Lage
Der Ort liegt im nördlichen Odenwald an der hessisch-bayerischen Grenze in waldreicher Umgebung.

### Nachbargemeinden
Lützelbach grenzt im Norden an die Stadt Breuberg und die Stadt Obernburg, im Osten an die Städte Wörth am Main und Klingenberg (alle drei Landkreis Miltenberg in Bayern), im Süden an die Städte Michelstadt und Bad König sowie im Westen an die Gemeinde Höchst im Odenwald.

### Gemeindegliederung
Die Gemeinde besteht aus folgenden Ortsteilen:
- Lützel-Wiebelsbach (Sitz der Gemeindeverwaltung)
- Seckmauern
- Haingrund
- Breitenbrunn
- Rimhorn

## Geschichte

### Gemeindebildung
An der Entstehungsgeschichte der Gemeinde Lützelbach lässt sich gut nachvollziehen, wie die Gebietsreform in Hessen mitunter erst nach mehreren Zwischenschritten zu einem dauerhaften Ergebnis führte:
Zum 1. Februar 1971 schlossen sich die Gemeinden Haingrund und Seckmauern zur Gemeinde Steinbachtal zusammen, und die Gemeinde Breitenbrunn wurde in die Nachbargemeinde Lützel-Wiebelsbach eingegliedert. Zum 31. Dezember 1971 folgte die einvernehmliche Eingliederung der Gemeinde Rimhorn in die Gemeinde Lützel-Wiebelsbach. Im Jahr 1972 wurden dann durch das Landesgesetz zur „Neugliederung des Landkreises Erbach“ die Gemeinden Steinbachtal und Lützel-Wiebelsbach mit Wirkung vom 1. August 1972 zur Gemeinde Lützelwiebelsbach zusammengeschlossen. Ein Jahr später wiederum, zum 1. Juli 1973, wurde die Gemeinde in Lützelbach umbenannt. Für jede diese ehemaligen Gemeinden wurde ein Ortsbezirk gebildet.

### Bevölkerung

#### Einwohnerstruktur 2011/2022
Nach den Erhebungen des Zensus 2011/Zensus 2022 lebten am Stichtag, dem 9. Mai 2011 / 15. Mai 2022, in Lützelbach 6866/6700 Einwohner. Darunter waren 495/654 (7,2 % / 9,8 %) Ausländer, von denen 165/372 aus dem EU-Ausland, 2771/219 aus anderen europäischen Ländern und 56/61 aus anderen Staaten kamen./ Bis zum Jahr 2020 erhöhte sich die Ausländerquote auf 10,6 %. Nach dem Lebensalter waren 1292/1162 Einwohner unter 18 Jahren, 2863/2391 zwischen 18 und 49, 1493/1666 zwischen 50 und 64 und 1216/1485 Einwohner waren älter./ Die Einwohner lebten in 2792/1951 Haushalten. Davon waren 718/? Singlehaushalte, 849/879 Paare ohne Kinder und 991/848 Paare mit Kindern, sowie 201/227 Alleinerziehende und 36/? Wohngemeinschaften./ In 509/302 Haushalten lebten ausschließlich Senioren und in 1945/1274 Haushaltungen lebten keine Senioren./

#### Einwohnerentwicklung
| Lützelbach: Einwohnerzahlen von 1970 bis 2022 | Lützelbach: Einwohnerzahlen von 1970 bis 2022 | Lützelbach: Einwohnerzahlen von 1970 bis 2022 | Lützelbach: Einwohnerzahlen von 1970 bis 2022 | Lützelbach: Einwohnerzahlen von 1970 bis 2022 |
| --- | --------------------------------------------- | --------------------------------------------- | --------------------------------------------- | --------------------------------------------- |
| Jahr |                                               |                                               |                                               | Einwohner                                     |
| 1970 | 1970                                          |                                               | 5.645                                         | 5.645                                         |
| 1975 | 1975                                          |                                               | 5.772                                         | 5.772                                         |
| 1980 | 1980                                          |                                               | 5.807                                         | 5.807                                         |
| 1985 | 1985                                          |                                               | 6.041                                         | 6.041                                         |
| 1990 | 1990                                          |                                               | 6.663                                         | 6.663                                         |
| 1995 | 1995                                          |                                               | 7.288                                         | 7.288                                         |
| 2000 | 2000                                          |                                               | 7.289                                         | 7.289                                         |
| 2005 | 2005                                          |                                               | 7.283                                         | 7.283                                         |
| 2010 | 2010                                          |                                               | 6.980                                         | 6.980                                         |
| 2011 | 2011                                          |                                               | 6.866                                         | 6.866                                         |
| 2015 | 2015                                          |                                               | 6.910                                         | 6.910                                         |
| 2020 | 2020                                          |                                               | 6.834                                         | 6.834                                         |
| 2022 | 2022                                          |                                               | 6.700                                         | 6.700                                         |
| Quellen: LAGIS Hessisches Statistisches Informationssystem; Zensus 2011; Zensus 2022 (ab 1970 einschließlich der im Zuge der Gebietsreform in Hessen eingegliederten Orte) |                                               |                                               |                                               |                                               |

#### Historische Religionszugehörigkeit
| • 1987: | 3296 evangelische (= 52,9 %), 2277 katholische (= 36,5 %), 660 sonstige (= 10,6 %) Einwohner  |
| • 2011: | 3001 evangelische (= 43,7 %), 2171 katholische (= 31,6 %), 1694 sonstige (= 24,7 %) Einwohner |
| • 2022: | 2509 evangelische (= 37,4 %), 1840 katholische (= 27,5 %), 2346 sonstige (= 35,0 %) Einwohner |

## Religion
In der Gemeinde Lützelbach sind folgende Religionen mit Kirchen und Kulturzentren vertreten:
- Evangelische Kirche
- Römisch-katholische Kirche
- Islam mit dem Kulturzentrum des Hauses des Islam

## Politik

### Gemeindevertretung
Die Kommunalwahl am 14. März 2021 lieferte folgendes Ergebnis, in Vergleich gesetzt zu früheren Kommunalwahlen:
| Sitzverteilung in der Gemeindevertretung 2021Insgesamt 31 Sitze - SPD: 11 - CDU: 7 - ÜWG: 13 | Parteien und Wählergemeinschaften | Parteien und Wählergemeinschaften             | % 2021 | Sitze 2021 | % 2016 | Sitze 2016 | % 2011 | Sitze 2011 | % 2006 | Sitze 2006 | % 2001 | Sitze 2001 |
| Sitzverteilung in der Gemeindevertretung 2021Insgesamt 31 Sitze - SPD: 11 - CDU: 7 - ÜWG: 13 | SPD                               | Sozialdemokratische Partei Deutschlands       | 35,3   | 11         | 38,6   | 12         | 40,3   | 13         | 40,8   | 13         | 30,7   | 10         |
| Sitzverteilung in der Gemeindevertretung 2021Insgesamt 31 Sitze - SPD: 11 - CDU: 7 - ÜWG: 13 | ÜWG                               | Überparteiliche Wählergemeinschaft Lützelbach | 42,3   | 13         | 37,9   | 12         | 36,2   | 11         | 35,1   | 11         | 38,8   | 12         |
| Sitzverteilung in der Gemeindevertretung 2021Insgesamt 31 Sitze - SPD: 11 - CDU: 7 - ÜWG: 13 | CDU                               | Christlich Demokratische Union Deutschlands   | 22,4   | 7          | 23,4   | 7          | 23,5   | 7          | 24,1   | 7          | 25,9   | 8          |
| Sitzverteilung in der Gemeindevertretung 2021Insgesamt 31 Sitze - SPD: 11 - CDU: 7 - ÜWG: 13 | BfL                               | Bürger für Lützelbach                         | —      | —          | —      | —          | —      | —          | —      | —          | 4,6    | 1          |
| Sitzverteilung in der Gemeindevertretung 2021Insgesamt 31 Sitze - SPD: 11 - CDU: 7 - ÜWG: 13 | Gesamt                            | Gesamt                                        | 100,0  | 31         | 100,0  | 31         | 100,0  | 31         | 100,0  | 31         | 100,0  | 31         |
| Sitzverteilung in der Gemeindevertretung 2021Insgesamt 31 Sitze - SPD: 11 - CDU: 7 - ÜWG: 13 | Wahlbeteiligung in %              | Wahlbeteiligung in %                          | 51,3   | 51,3       | 46,7   | 46,7       | 51,7   | 51,7       | 47,8   | 47,8       | 57,6   | 57,6       |

### Bürgermeister
Nach der hessischen Kommunalverfassung wird der Bürgermeister für eine sechsjährige Amtszeit gewählt, seit dem Jahr 1993 in einer Direktwahl, und ist Vorsitzender des Gemeindevorstands, dem in der Gemeinde Lützelbach neben dem Bürgermeister ehrenamtlich ein Erster Beigeordneter und neun weitere Beigeordnete angehören. Bürgermeister ist seit dem 1. Juni 2023 Tassilo Schindler (ÜWG). Er wurde als Nachfolger von Uwe Olt (SPD), der nach drei Amtszeiten nicht mehr kandidiert hatte, am 15. Januar 2023 im ersten Wahlgang ohne Gegenkandidaten bei 40,5 Prozent Wahlbeteiligung mit 93,7 Prozent der Stimmen gewählt.
Amtszeiten der Bürgermeister
- 2023–2029 Tassilo Schindler (ÜWG)[23]
- 2005–2023 Uwe Olt (SPD)[24]
- 1982–2005 Werner Old (ÜWG)[27]
- 1972–1982 Fritz Walter (ÜWG)[28]

### Ortsbezirke
Folgende Ortsbezirke mit Ortsbeirat und Ortsvorsteher nach der Hessischen Gemeindeordnung gibt es im Gemeindegebiet:
- Ortsbezirk Breitenbrunn (Gebiete der ehemaligen Gemeinde Breitenbrunn).
- Ortsbezirk Haingrund (Gebiete der ehemaligen Gemeinde Haingrund).
- Ortsbezirk Lützel-Wiebelsbach (Gebiete der ehemaligen Gemeinde Lützel-Wiebelsbach).
- Ortsbezirk Rimhorn (Gebiete der ehemaligen Gemeinde Rimhorn).
- Ortsbezirk Seckmauern (Gebiete der ehemaligen Gemeinde Seckmauern).

Alle Ortsbeiräte bestehen aus drei Mitgliedern. Für Details siehe die jeweiligen Ortsartikel.

### Wappen und Flagge
Wappen

Blasonierung: „In gespaltenem Schild rechts in Rot ein goldener blaubekrönter und -bezungter Löwe, links in Silber und Blau geschachtet.“
Das Wappen wurde der Gemeinde Lützelbach am 5. Juli 1973 durch das Hessische Innenministerium genehmigt. Gestaltet wurde es durch den Bad Nauheimer Heraldiker Heinz Ritt.
Das Wappen wurde, wie auch die Flagge vom heutigen Ortsteil Lützel-Wiebelsbach übernommen. 1962 wurde es nach einer Zeichnung von Heinz Ritt eingeführt. Es basiert auf dem Urwappen des Adelsgeschlechts (Reiz von) Breuberg, dessen Stammburg in Lützelbach stand.

Flagge
Die Flagge wurde der Gemeinde gemeinsam mit dem Wappen durch das Hessische Innenministerium genehmigt und wird wie folgt beschrieben:
„Auf dem in Gold und Blau geständerten Flaggentuch im Kreuzpunkt aufgelegt das Gemeindewappen.“

## Kultur und Sehenswürdigkeiten
Sehenswert ist der Verlauf des Odenwaldlimes mit Wachtturm-Fundamenten und Spuren der römischen Kastelle Lützelbach und Seckmauern. Von Bedeutung als Kulturdenkmal ist auch das Pretlack’sche Palais in Rimhorn, errichtet 1733 in markanter Lage über dem Ort von Johann Rudolf Victor von Pretlack.

## Ehrenbürger
Geistlicher Rat Joseph Klein ab 16. November 1987 (* 1913 in Bieber (jetzt Offenbach), † 2005)

## Sonstiges
Bei Lützelbach gibt es den Windpark Hainhaus mit neun Windrädern (Gesamtleistung 22,3 MW). Diese wurden in den Jahren 2005 bis 2015 errichtet; sie leisten zwischen 1,5 MW und 3,3 MW.
Der Windpark befindet sich im Dreieck Lützelbach / Bad König / Michelstadt, wo früher ein Munitionslager der US-Streitkräfte war.
siehe auch Liste von Windkraftanlagen in Hessen